# Я могу заставить тебя полюбить меня
«Я могу заставить тебя полюбить меня» (англ. I Can Make You Love Me; также известен под названием Stalking Laura) — американский психологический триллер 1993 года, снятый для телевидения, с Ричардом Томасом и Брук Шилдс в главных ролях. Фильм основан на реальной истории американского массового убийцы Ричарда Фарли, бывшего сотрудника ESL Inc., чья романтическая одержимость и преследование коллеги Лоры Блэк привели к убийству Фарли многочисленных коллег в штаб-квартире ESL в Калифорнии.

## Сюжет
Молодая выпускница инженерного вуза Лора Блэк уезжает из родной Вирджинии, чтобы устроиться в ESL (Лабораторию электромагнитных систем) в Саннивейле, штат Калифорния. Коллега по работе Ричард Фарли влюбляется в неё настолько сильно, что его ухаживания начинают вторгаться в личную жизнь Лоры. Лора отказывается встречаться с Фарли, который следует за ней в рестораны, на игры в софтбол, на занятия по аэробике и даже в её новую квартиру. 
Лора обращается к начальству, которое по началу не хочет применять какие-либо меры по отношению к одному из своих давних и проверенных сотрудников. Однако, когда поведение Фарли становится всё более неадекватным и он отказывается от просьбы компании обратиться к психологу, его в конце концов увольняют.
Фарли быстро находит новую работу и начинает строить планы мести Лоре и своим бывшим работодателям. 16 февраля 1988 года вооружённый Фарли приходит в офис ESL и устраивает жестокую бойню.

## В ролях
- Брук Шилдс — Лора Блэк
- Ричард Томас — Ричард Фарли
- Вивека Дэвис — Мэри Энн
- Уильям Аллен Янг — Крис
- Ричард Инигес — лейтенант Рубен Грихальва, переговорщик
- Скотт Брайс — Сэм Уотерс
- Т. Макс Грэм — капитан полиции Олсон
- Линда Эмонд — Пенни (сотрудница отдела кадров)
- Дэвид Рис Снелл — Марк Бловельт

## Критика
Джон Марриотт из Radio Times дал положительную оценку игре Шилдса и Томаса, но раскритиковал общую глубину персонажей в фильме. По мнению Хойта Хилсмана из журнала Variety, в фильме не была раскрыта тема сталкинга, а Брук Шилдс выглядит неубедительно в роли Лоры Блэк.